# Carmen Farmer
Carmen Farmer (4 de dezembro de 1980) é uma jogadora de rugby sevens estadunidense.

## Carreira
Carmen Farmer integrou o elenco da Seleção Estadunidense Feminina de Rugbi de Sevens, na Rio 2016, que foi 5º colocada.